# Округ Пенингтон (Минесота)
Округ Пенингтон (енгл. Pennington County) је округ у америчкој савезној држави Минесота.

## Демографија
По попису из 2010. године број становника је 13.930, што је 346 (2,5%) становника више него 2000. године.
| Група             | 2000.          | 2010.          |
| Белци             | 13.095 (96,4%) | 12.867 (92,4%) |
| Афроамериканци    | 28 (0,2%)      | 192 (1,4%)     |
| Азијати           | 80 (0,6%)      | 87 (0,6%)      |
| Хиспаноамериканци | 169 (1,2%)     | 380 (2,7%)     |
| Укупно            | 13.584         | 13.930         |